# Manuel De Vecchi
Manuel de Vecchi (Verona, 8 ottobre 1980) è un ciclista di BMX italiano.
Ha rappresentato l'Italia ai Giochi olimpici estivi di Pechino 2008, concludendo la semifinale di BMX all'ottavo posto. Ha preso parte all'Olimpiade di Londra 2012, piazzandosi ventiseiesimo nella specialità.